# Stanisław Andrzej Rozdrażewski
Stanisław Andrzej Rozdrażewski herbu Doliwa (zm. w 1692 roku) – kustosz krakowski w 1670 roku, scholastyk wiślicki, proboszcz iłżecki, sekretarz królewski.
W 1650 roku wpisany do metryki nacji polskiej w Padwie. W 1652 przyjął w Rzymie święcenia diakonatu, w 1653 roku prezbiteratu.